# Parroquia de Santa Cruz Tlaxcala
La parroquia de la Santa Cruz, también conocida como la parroquia de Santa Cruz Tlaxcala debido al lugar en que se encuentra ubicada en el municipio de Santa Cruz Tlaxcala del estado de Tlaxcala, México, es una iglesia de culto católico que pertenece a la jurisdicción eclesiástica de la diócesis de Tlaxcala, bajo el patronazgo de la Vera Cruz. No se tiene la certeza de su erección, pero es posible que haya sido fundada en el año de 1641. Destacan en este templo sus retablos y los lienzos con pinturas del siglo XVIII con imágenes correspondientes a los siete sacramentos y los siete pecados capitales. Su fiesta patronal se celebra el 3 de mayo.